# Ik wil nog niet naar huis
Ik wil nog niet naar huis is een single uit 2008 van de Nederlandse zanger Guus Meeuwis.

## Tracklist
1. Ik wil nog niet naar huis
2. Eindelijk vandaag (Live)

## Hitnoteringen

### Nederlandse Top 40
| Hitnotering: 25-10-2008 t/m 08-11-2008 | Hitnotering: 25-10-2008 t/m 08-11-2008 | Hitnotering: 25-10-2008 t/m 08-11-2008 | Hitnotering: 25-10-2008 t/m 08-11-2008 | Hitnotering: 25-10-2008 t/m 08-11-2008 |
| Week                                   | 1                                      | 2                                      | 3                                      |                                        |
| -------------------------------------- | -------------------------------------- | -------------------------------------- | -------------------------------------- | -------------------------------------- |
| Nummer                                 | 38                                     | 33                                     | 38                                     | uit                                    |

### NederlandseSingle Top 100
| Hitnotering: 11-10-2008 t/m 22-11-2008 | Hitnotering: 11-10-2008 t/m 22-11-2008 | Hitnotering: 11-10-2008 t/m 22-11-2008 | Hitnotering: 11-10-2008 t/m 22-11-2008 | Hitnotering: 11-10-2008 t/m 22-11-2008 | Hitnotering: 11-10-2008 t/m 22-11-2008 | Hitnotering: 11-10-2008 t/m 22-11-2008 | Hitnotering: 11-10-2008 t/m 22-11-2008 | Hitnotering: 11-10-2008 t/m 22-11-2008 |
| Week                                   | 1                                      | 2                                      | 3                                      | 4                                      | 5                                      | 6                                      | 7                                      |                                        |
| -------------------------------------- | -------------------------------------- | -------------------------------------- | -------------------------------------- | -------------------------------------- | -------------------------------------- | -------------------------------------- | -------------------------------------- | -------------------------------------- |
| Nummer                                 | 10                                     | 12                                     | 48                                     | 50                                     | 66                                     | 81                                     | 88                                     | uit                                    |

### NPO Radio 2 Top 2000
| Nummer met noteringen in de NPO Radio 2 Top 2000 | '09  | '10  |
| ------------------------------------------------ | ---- | ---- |
| Ik wil nog niet naar huis                        | 1512 | 1820 |

1. ↑  Een vetgedrukt getal geeft de hoogste notering aan.
2. ↑  2009 was het eerste jaar met een notering voor dit nummer.
3. ↑  Deze tabel is bijgewerkt tot en met de laatste editie (2024).